# Wrightsville Beach
Wrightsville Beach és una població dels Estats Units a l'estat de Carolina del Nord. Segons el cens del 2009 tenia 2.670 habitants.

## Demografia
Segons el cens del 2000, Wrightsville Beach tenia 2.593 habitants, 1.275 habitatges i 566 famílies. La densitat de població era de 752,8 habitants per km².
Dels 1.275 habitatges en un 10,7% hi vivien nens de menys de 18 anys, en un 37,6% hi vivien parelles casades, en un 4% dones solteres, i en un 55,6% no eren unitats familiars. En el 32% dels habitatges hi vivien persones soles el 7,1% de les quals corresponia a persones de 65 anys o més que vivien soles. El nombre mitjà de persones vivint en cada habitatge era de 2,02 i el nombre mitjà de persones que vivien en cada família era de 2,47.
Per edats la població es repartia de la següent manera: un 8,9% tenia menys de 18 anys, un 16,8% entre 18 i 24, un 34% entre 25 i 44, un 25,3% de 45 a 60 i un 15% 65 anys o més.
L'edat mediana era de 37 anys. Per cada 100 dones de 18 o més anys hi havia 126,1 homes.
La renda mediana per habitatge era de 55.903 $ i la renda mediana per família de 71.641 $. Els homes tenien una renda mediana de 35.388 $ mentre que les dones 36.083 $. La renda per capita de la població era de 36.575 $. Entorn del 2% de les famílies i el 9,5% de la població estaven per davall del llindar de pobresa.

## Poblacions més properes
El següent diagrama mostra les poblacions més properes.